# Juliana Buch Trabal
Juliana Buch Trabal   (Barcelona, 1943 - Mataró, 31 d'octubre de 2016) va ser una dibuixant principalment de còmic femení. Per al mercat britànic va dibuixar els personatges Bunty and Mandy.

## Biografia
Juliana Buch, es va formar professionalment dibuixant per l'editorial Toray a les sèries de còmic femení, en format de quadern apaïsat; Azucena (1946) i Alicia (1955). Per l'editorial Bruguera va dibuixar als llibres amb pàgines de còmic, Heidi (1962). Gran part del seu treball el va fer per agències, especialment pel mercat britànic on va dibuixar els personatges de còmic femení, Bunty and Mandy aquests personatges també es varen editar a la revista holandesa Tina amb el nom de Marnie en Sanne. També ha dibuixat en exclusiva per la revista tina i la revista Penny, ambdues holandeses. El seu marit és Antonio Dencàs Gómez.